# Czerniowiecki Instytut Teologii Prawosławnej
Czerniowiecki Instytut Teologii Prawosławnej (ukr. Чернівецький Православний Богословський Інститут) – uczelnia wyższa w Czerniowcach na Ukrainie, zatwierdzona przez Ministerstwo Edukacji i Nauki Ukrainy zarządzeniem nr 988 z dn. 7 listopada 2007 r.

## Historia
Czerniowiecki Instytut Teologii Prawosławnej, założony w 1827 roku, to najstarsza instytucja edukacyjna w swoim regionie i niegdyś znany ośrodek edukacji teologicznej w Europie Południowo-Wschodniej. Pomimo różnych historycznie uwarunkowanych przekształceń instytucjonalnych oraz gwałtownego zamknięcia przez władze sowieckie, instytut kontynuuje swoją duchową i edukacyjną misję od ponad 193 lat. Jego wybitna przeszłość historyczna jako spadkobierca Grecko-Wschodniego Instytutu Teologicznego (1827 – 1875) i Grecko-Wschodniego Wydziału Teologicznego (1875 – 1944) stanowi solidne podstawy dla obecnego rozwoju na wielką skalę jako jednego z wiodących ośrodków edukacyjnych i badawczych w Ukrainie w dziedzinie teologii prawosławnej.
Instytut posiada silny potencjał kadrowy, z działalnością jasno zdefiniowaną w statucie zatwierdzonym przez Ministerstwo Edukacji i Nauki Ukrainy 7 listopada 2007 roku.
Obecnie, instytut składa się z dwóch wydziałów: Wydziału Teologicznego i Wydziału Dziennikarstwa Kościelnego. Wydział Teologiczny posiada trzy katedry: teologii, historii biblijnej i tekstologii oraz historii Kościoła i sztuki. Wydział Dziennikarstwa Kościelnego składa się z trzech katedr: Teorii i Praktyki Dziennikarstwa Kościelnego, Publikacji i Redakcji, oraz Filologii Bizantyjskiej i Nowogreckiej.
Reaktywacja instytutu miała miejsce w 1999 roku, co oznacza, że instytucja ta nieprzerwanie kontynuuje swoją misję od tego czasu, pomimo różnych przeszkód historycznych, które musiała pokonać.

## Wydziały
Czerniowiecki Instytut Teologii Prawosławnej posiada dwa wydziały:
Wydział Teologiczny
Wydział Teologiczny jest jednym z głównych wydziałów Instytutu. Dziekanem wydziału jest protojerej Wiktor Jakimczuk, profesor i doktor nauk teologicznych. Wydział składa się z następujących katedr:
1. Katedra Teologiczna: Kierowana przez protojereja Jerzego Sobyata, profesora i doktora nauk teologicznych. Katedra ta skupia się na studiach teologicznych i religijnych.
2. Katedra Historii Biblijnej i Tekstologii: Dyrektorem tej katedry jest archimandryta Amvrosii Makar, profesor i doktor prawa kościelnego. Katedra ta skupia się na badaniu historii Biblii i tekstologii, czyli nauki o tekstach i ich interpretacji.
3. Katedra Historii Kościoła i Sztuki: Kierowana przez Sushko Wiktora Wasiliowycza, profesora i doktora nauk teologicznych. Katedra ta zajmuje się badaniem historii Kościoła i sztuki sakralnej.

Wydział Dziennikarstwa Kościelnego
Wydział Dziennikarstwa Kościelnego jest kolejnym wydziałem Instytutu. Dziekanem wydziału jest Oleksandr Panasovych Marchuk, profesor i doktor nauk teologicznych. Wydział składa się z następujących jednostek:
1. Katedra Teorii i Praktyki Dziennikarstwa Kościelnego: Kierowana przez Czerwińską Olhę Wiaczesławiwnę, profesor i doktor nauk filologicznych. Katedra ta skupia się na teorii i praktyce dziennikarstwa kościelnego.
2. Dział Wydawniczy i Redakcyjny: Głową tej jednostki jest protojerej Orest Draginda, profesor nadzwyczajny i doktor teologii. Dział ten odpowiada za publikację i redagowanie materiałów wydawniczych Instytutu.
3. Katedra Filologii Bizantyjskiej i Nowogreckiej: Kierowana przez Sichkar Pavla Leonidovycha, profesora i doktora nauk teologicznych. Katedra ta zajmuje się badaniem filologii bizantyjskiej i nowogreckiej.